# Scotocyma miscix
Scotocyma miscix là một loài bướm đêm trong họ Geometridae.